# Shahriar Shahriari
Pour les articles homonymes, voir Shahriari.
Shahriar Shahriari (né en 1956) est un mathématicien américain. Il est titulaire de la chaire William Polk Russell de mathématiques au Pomona College.

## Enfance et éducation
Shahriari est né le 30 mai 1956 à Téhéran, en Iran, de Parviz et Zomorod Shahriari. Il fréquente l'Oberlin College, obtenant son diplôme en 1977, puis obtient son doctorat de l'Université du Wisconsin-Madison en 1986. 

## Carrière
Shahriari commence à enseigner au Pomona College en 1989. En 2006, il publie un manuel de calcul intitulé Approximately Calculus. 

## Prix et distinctions
En 1998, Shahriari partage le prix Carl B. Allendoerfer avec Dan Kalman et Robert Mena pour leur article « Variations on an Irrational Theme-Geometry, Dynamics, Algebra » (Mathematics Magazine, Vol. 70 (1997), p. 93-104). En 2015, il reçoit le prix Deborah et Franklin Tepper Haimo décerné par la Mathematical Association of America pour l'enseignement distingué en mathématiques, largement reconnu comme le premier prix national pour l'enseignement des mathématiques dans l'enseignement supérieur.